# 中川村 (埼玉県)
中川村（なかがわむら）は埼玉県の西部、秩父郡に属していた村。

## 地理
- 河川：荒川、寺沢川、浦山川

## 歴史
- 1889年（明治22年）4月1日 - 町村制施行により、上田野村、小野原村、日野村、久那村が合併し中川村が成立する[1]。荒川が村の中央を流れていたことから中川村という村名となった[1]。
- 1893年（明治26年）1月18日 - 村の一部（旧久那村の大半）が分離し久那村が成立する[1][2]。中川村に残存する字諸・平沢は大字久那として存続。
- 1898年（明治31年） - 地内を流れる荒川に荒川橋が架設される。
- 1930年（昭和5年）3月15日 秩父鉄道秩父本線影森 - 三峰口間が開業され、地内に浦山口駅・武州中川駅・武州日野駅が開設される。
- 1937年（昭和12年） - 中川郵便局が開設される[1]。
- 1943年（昭和18年）2月11日 - 戦時町村合併促進法により、白川村と合併し荒川村が成立する[1][2]。中川村は地区名となり、大字は荒川村に継承された[1]。

## 関連文献
- 「久那村」『新編武蔵風土記稿』 巻ノ261秩父郡ノ11、内務省地理局、1884年6月。NDLJP:764014/8。
- 「上田野村」『新編武蔵風土記稿』 巻ノ261秩父郡ノ17、内務省地理局、1884年6月。NDLJP:764014/79。
- 「日野村」『新編武蔵風土記稿』 巻ノ263秩父郡ノ18、内務省地理局、1884年6月。NDLJP:764014/86。